# Tesauro dei Beccheria

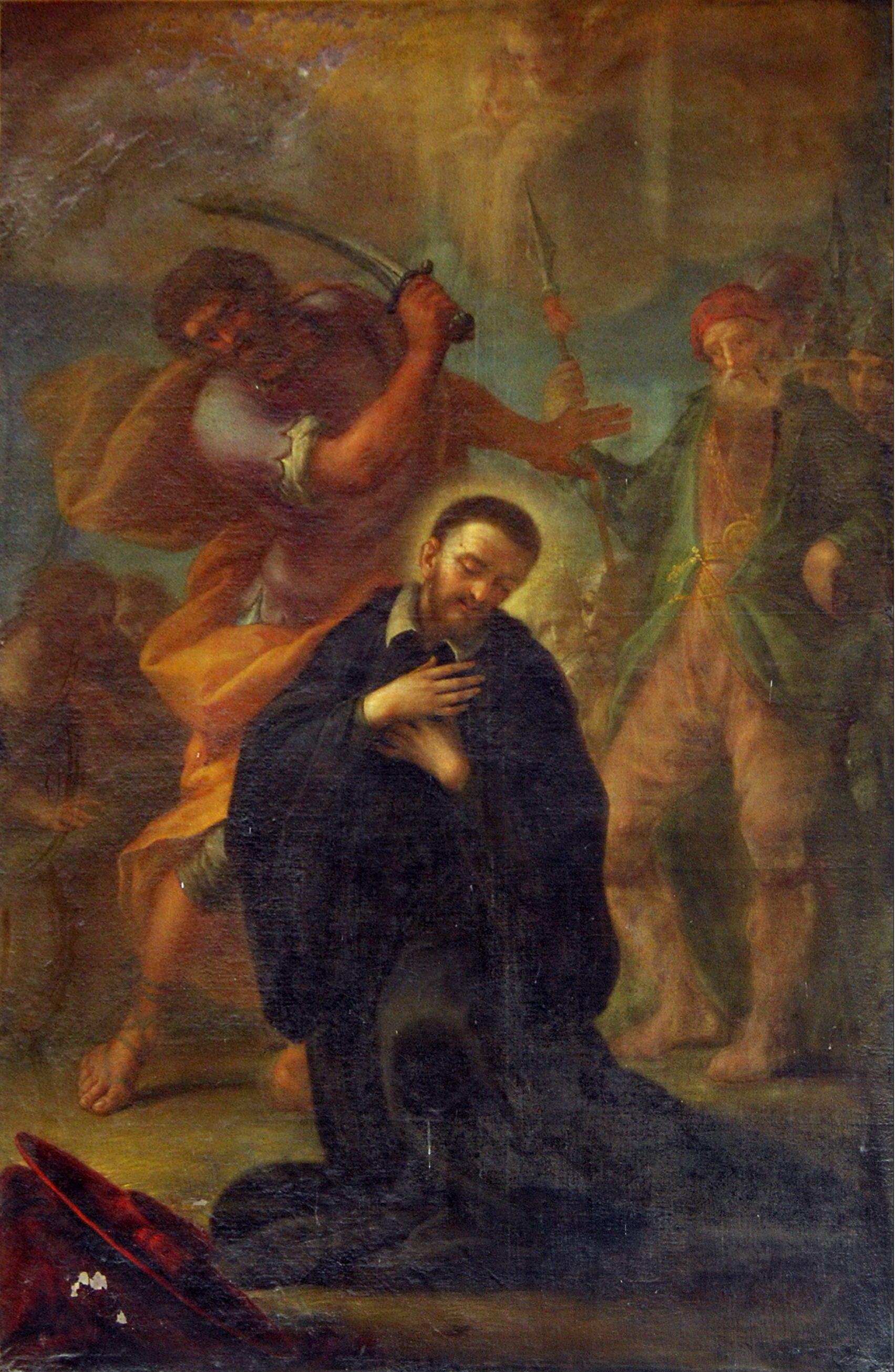
San Tesauro Beccaria, Gemälde von Domenico Pestrini in der Kirche Santa Prassede in Rom

Tesauro dei Beccheria OSBVall (* in Pavia; † 12. September 1258 in Florenz), auch Tesoro Beccaria oder Tesauro Beccaria, war der siebzehnte Generalabt der Vallombrosaner. Er wird im Benediktinerorden als Märtyrer verehrt.

## Leben
Tesauro Beccaria stammte aus einer padovanischen Adelsfamilie und trat dem benediktinischen Orden der Vallombrosaner bei. Er legte die Ordensgelübde ab, wurde Abt und im Jahr 1252 Generalabt seines Ordens.
Er nahm einen Auftrag als Päpstlicher Legat in Florenz wahr, um dort zwischen den Ghibellinen und Guelfen zu vermitteln. Von den dort herrschenden Guelfen wurde er – wohl fälschlich – beschuldigt, mit den im Exil lebenden Ghibellinen gemeinsame Sache zu machen und mit Manfred von Sizilien zu paktieren.
Tesauro dei Beccheria wurde gefoltert, zum Tode verurteilt und am 12. September 1258 auf der Piazza di Sant’Apollinare in Florenz geköpft. Sein Begräbnisplatz ist nicht bekannt.

## Nachwirkung

### Dante
In Dantes Divina Commedia wird Tesauro dei Beccheria als einer der Verräter dargestellt, die auf dem Grund des zehnten und untersten Höllenkreises in ewiges Eis eingeschlossen sind:
Inferno, XXXII, 118–120:

Se fossi domandato "Altri chi v’era?",

tu hai dallato quel di Beccheria

di cui segò Fiorenza la gorgiera.
Übersetzung:

Und fragt man noch, wen sonst dies Eis verhehlt,

Dort siehst du Becheria’s Augen triefen,

Den jüngst die Florentiner abgekehlt.

### Umstrittenes Kardinalat
Seit dem 16. Jahrhundert wird immer wieder behauptet, Tesauro dei Beccheria sei im Dezember 1255 von Papst Alexander IV. zum Kardinaldiakon einer nicht näher bezeichneten Titeldiakonie erhoben worden. Jedoch erscheint seine beglaubigende Unterschrift zur fraglichen Zeit nie auf einer päpstlichen Bulle. Tatsächlich war er wohl nie Kardinal, sondern lediglich Vikar des Kardinals Ottaviano Ubaldini.

### Verehrung
Tesauro dei Beccherias Name wurde in das benediktinische Martyrologium aufgenommen, sein Gedenktag dort ist der 4. September.